# 26. San-marinesisches Kabinett
Das 26. Kabinett setzte sich aus Partito Democratico Cristiano Sammarinese (PDCS), Partito Progressista Democratico Sammarinese–Idee in Movimento–Convenzione Democratica (PPDS–IM–CD) und Socialisti per le Riforme (SpR) zusammen und regierte San Marino vom 28. März 2000 bis zum 12. Juli 2001.
Die Vorgängerregierung aus PDCS und Partito Socialista Sammarinese (PSS) zerbrach, als am 28. Februar 2000 die PSS-Minister das Kabinett verließen, woraufhin auch die PDCS-Minister ihren Rücktritt erklärten. In Folge schied der PSS aus der Regierung aus und wurde durch die Liste PPDS–IM–CD und die 1997 vom PSS abgespaltenen SpR ersetzt.
Die Regierung geriet nach zehn Monaten in eine Krise als der PDCS seinen Austritt aus dem Kabinett ankündigte, der im Februar erfolgte. Dem mit der Regierungsneubildung beauftragten PDCS gelang es jedoch nicht, gemeinsam mit dem PSS, eine neue Regierung zu bilden. Daher kam es am 10. Juni 2001 zu Neuwahlen, nach denen PDCS und PSS die neue Regierung bildeten.

## Liste der Minister
Die san-marinesische Verfassung kennt keinen Regierungschef, im diplomatischen Protokoll nimmt der Außenminister die Rolle des Regierungschefs ein.
| Amt                                                | Minister                 | Partei     | Amtszeit                      |
| -------------------------------------------------- | ------------------------ | ---------- | ----------------------------- |
| Auswärtiges                                        | Gabriele Gatti           | PDCS       | 28. März 2000 – 12. Juli 2001 |
| Inneres                                            | Francesca Michelotti     | PPDS–IM–CD | 28. März 2000 – 12. Juli 2001 |
| Finanzen                                           | Clelio Galassi           | PDCS       | 28. März 2000 – 12. Juli 2001 |
| Industrie                                          | Sante Canducci           | PDCS       | 28. März 2000 – 12. Juli 2001 |
| Bildung                                            | Emma Rossi               | SpR        | 28. März 2000 – 12. Juli 2001 |
| Territorium                                        | Roberto Bucci            | PPDS–IM–CD | 28. März 2000 – 12. Juli 2001 |
| Tourismus                                          | Claudio Podeschi         | PDCS       | 28. März 2000 – 12. Juli 2001 |
| Gesundheit                                         | Romeo Morri              | PDCS       | 28. März 2000 – 12. Juli 2001 |
| Arbeit                                             | Stefano Macina           | PPDS–IM–CD | 28. März 2000 – 12. Juli 2001 |
| Beziehungen zu den Gemeinden und Staatsunternehmen | Cesare Antonio Gasperoni | PDCS       | 28. März 2000 – 12. Juli 2001 |

### Bemerkungen
1. ↑  Segretario di Stato per gli Affari Esteri e Politici
2. ↑  Segretario di Stato per gli Affari Interni e la Giustizia
3. ↑  Segretario di Stato per le Finanze, il Bilancio, le Poste, le Telecommunicazione e i Rapporti con le A.A.S.F.N.
4. ↑  Segretario di Stato per l’Industria, l’Artigianato e la Cooperazione Economica
5. ↑  Segretario di Stato per la Pubblica Istruzione, l’Università, gli Affari Scociali, gli Instituti Culturali e l’Informazione
6. ↑  Segretario di Stato per il Territorio, l’Ambiente, l’Agricultura e la Protezione Civile
7. ↑  Segretario di Stato per il Turismo, il Commercio e lo Sport
8. ↑  Segretario di Stato per la Sanità e la Sicurezza Sociale
9. ↑  Segretario di Stato per il Lavoro e la Previdenza, la Programmazione Economica, il Commercio con l’Estero e la Cooperazione
10. ↑  Segretario di Stato per i Rapporti con le Giunte di Castello, l’A.A.S.P. e l’A.A.S.S.